# Ceratophyllus rauschi
Ceratophyllus rauschi är en loppart som beskrevs av Holland 1960. Ceratophyllus rauschi ingår i släktet Ceratophyllus och familjen fågelloppor. Inga underarter finns listade i Catalogue of Life.